# Nationaal park Monte Pascoal
Nationaal park Monte Pascoal is een nationaal park en historisch park in Brazilië, gelegen in het zuiden van Bahia. Het park is van belang voor flora en fauna, maar het heeft ook  belangrijke cultuurhistorische waarde. Het is woongebied voor verschillende etnische groepen van de Pataxó. In het park ligt de Monte Pascoal, het eerste stuk land dat Pedro Álvares Cabral in 1500 waarnam.
Het park kent verschillende beheerders: de nationale organisatie voor indianen, bewonersgroepen in het gebied en ICMBio. Over het beheer is geen overeenstemming tussen de betrokken beheerders. 

## Geografie en ecologie
De vegetatie van het park bestaat uit regenwoud met grote bomen, en in het kustgebied mangroves. Het is een gebied met veel regen, met jaargemiddelden van 1500-1700 mm. Het terrein is overwegend vlak, afgezien van de Monte Pascoal die uitrijst boven de rest van het landschap. De fauna omvat onder meer 
de Jaguar, poema en tapir, alle zeer bedreigd.